# 牧野篤好
牧野 篤好（まきの あつよし、弘化3年2月8日〈1846年3月5日〉 - 大正7年〈1918年〉4月15日）は、日本の官僚。出生名は次郎吉。号は、岳陽、鶴翁山房主人。
種子島の生まれではないものの、種子島の発展に尽力した。

## 人がら
長身痩躯であり、天資温情の人であったと伝えられる。他者を尊重して自分を控えめにする性格であり、相手が幼児であっても見下すようなことはなかった。

## 経歴
静岡県城東郡棚草村（現・菊川市棚草）の農家に生まれる。
30歳を超えてから発奮し、中村正直の門下生となり、漢学、英学を学び、駒場農学校に学んだ。
1879年（明治12年）に勧農局の官吏となる。農商務省の所属を経て鹿児島県属となり、1883年（明治16年）に官命によって種子島へ配属され、糖業の奨励を行った。1886年（明治19年）、1887年（明治20年）に甑島列島から種子島へ約1400人、600戸余りの移民が行われた際には、世話係主任を務めた。
1890年（明治23年）9月に旧熊毛郡の初代郡長に就任し、1897年（明治30年）4月に馭謨郡を加えた新たな熊毛郡成立後も、郡長を続投した。1902年（明治35年）12月に退官するまでの12年間に、他地域へ転任にならなかったのは、郡民からの陳情、懇留によるものだったとされる。
種子島の気候が茶の栽培に適していることに着目し、退官後に帰郷した静岡県で茶農家に種子島への移住を勧めた。まず、1912年（明治42年）に栗田茂三郎、松下助七、松下清作の3名が古田番屋峯（現・西之表市）に入植を行った。以降も移住者はさらに増え、更に茶園を造成していった結果、種子島は鹿児島県下における茶業の先進地となっていった。